# Amelora suffusa
Amelora suffusa är en fjärilsart som beskrevs av Turner 1925. Amelora suffusa ingår i släktet Amelora och familjen mätare. Inga underarter finns listade i Catalogue of Life.